# Popovo (Targovichté)
Pour la commune, voir Popovo (obchtina).
Popovo (bulgare : Попово) est une ville située dans le nord-est de la Bulgarie.

## Géographie

### Géographie physique
Popovo est située dans le nord-est de la Bulgarie, à 295 km au nord-est de la capitale Sofia. La ville est le chef-lieu de la commune de Popovo.

### Géographie humaine
| 1926  | 1934  | 1946  | 1956   | 1965   | 1975   | 1985   | 1992   | 2001   |
| ----- | ----- | ----- | ------ | ------ | ------ | ------ | ------ | ------ |
| 4 866 | 5 225 | 6 525 | 10 597 | 16 497 | 19 420 | 21 248 | 19 995 | 18 067 |

| 2011   | 2021   | 2022   | - | - | - | - | - | - |
| ------ | ------ | ------ | - | - | - | - | - | - |
| 15 453 | 13 324 | 12 709 | - | - | - | - | - | - |

NB : à partir de 1965, la ville a absorbé deux villages voisins.

## Histoire

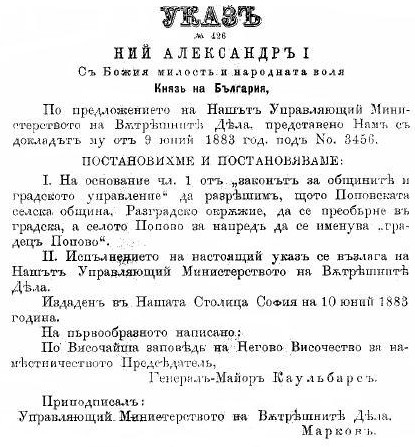
Décret de 1883 accordant le statut de ville à Popovo
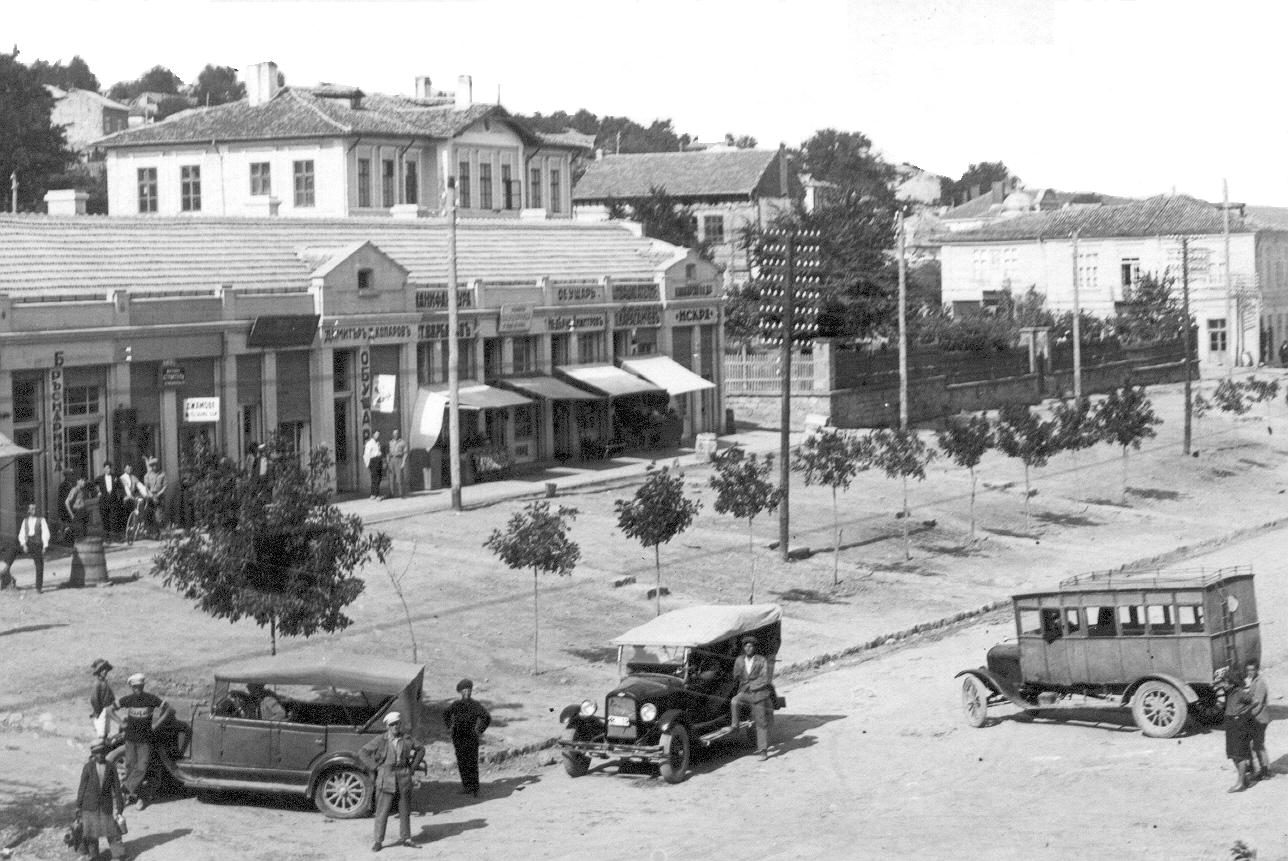
Popovo dans les années 1930

## Administration
La ville de Popovo est le chef-lieu de la commune de Popovo. Son maire est le maire de la commune.

## Galerie

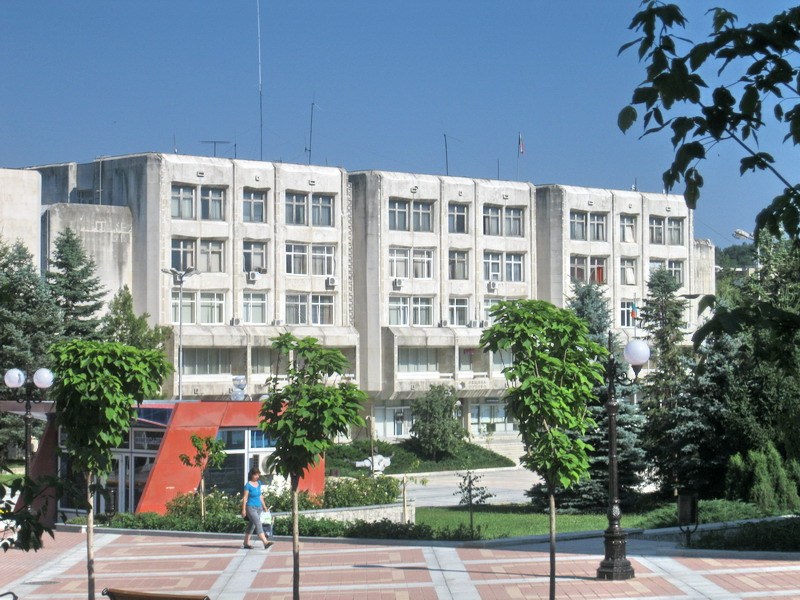
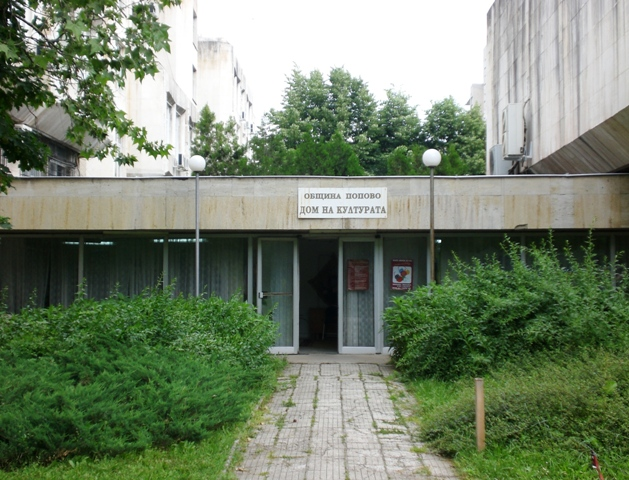
La maison de la culture
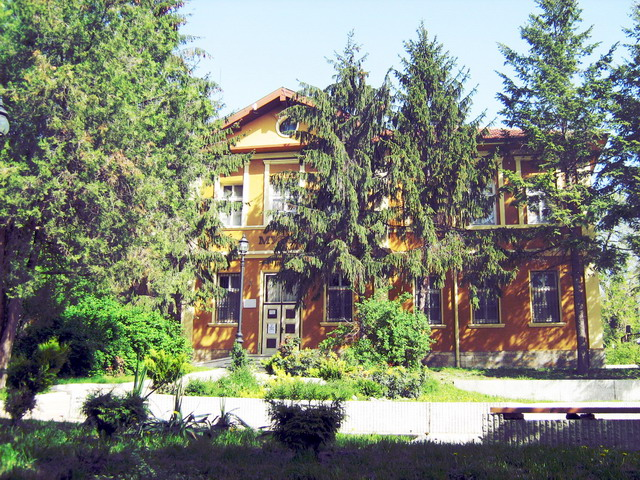
Le musée historique
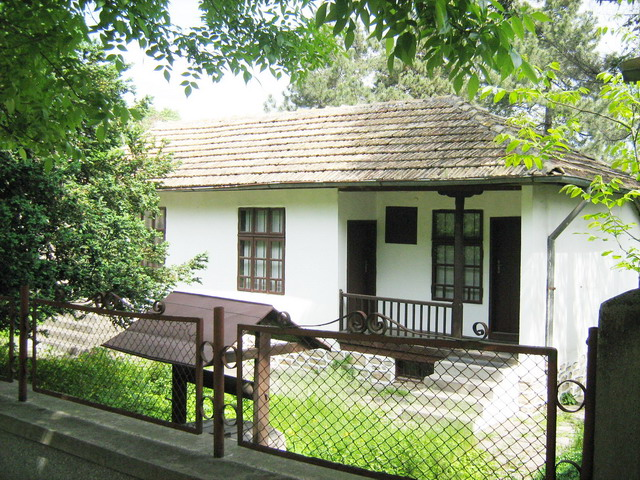
Le musée éthnographique
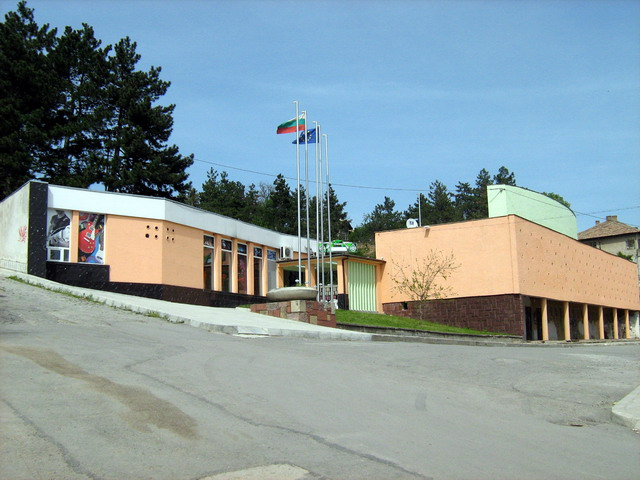
Le théâtre d'été
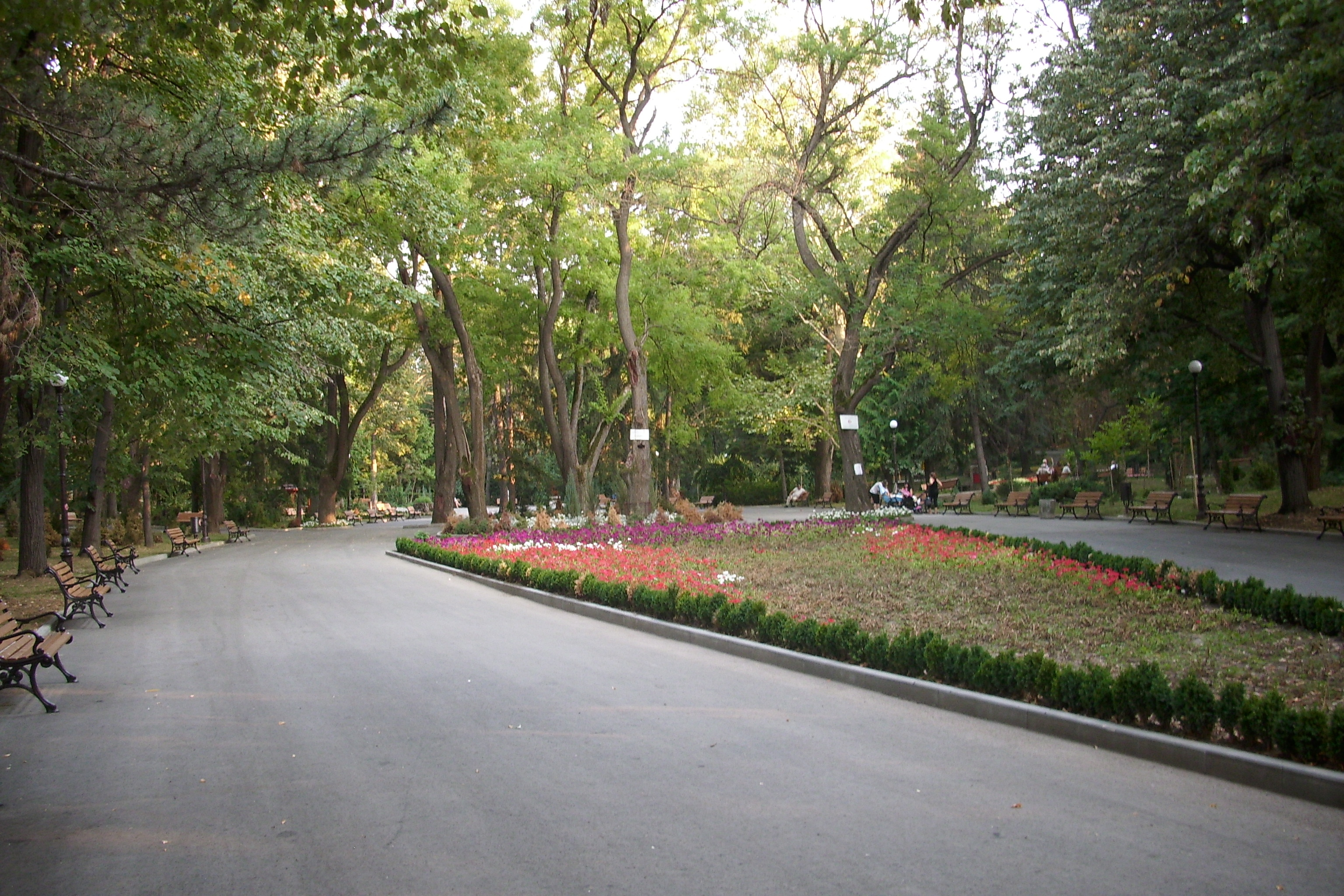
Le jardin de ville
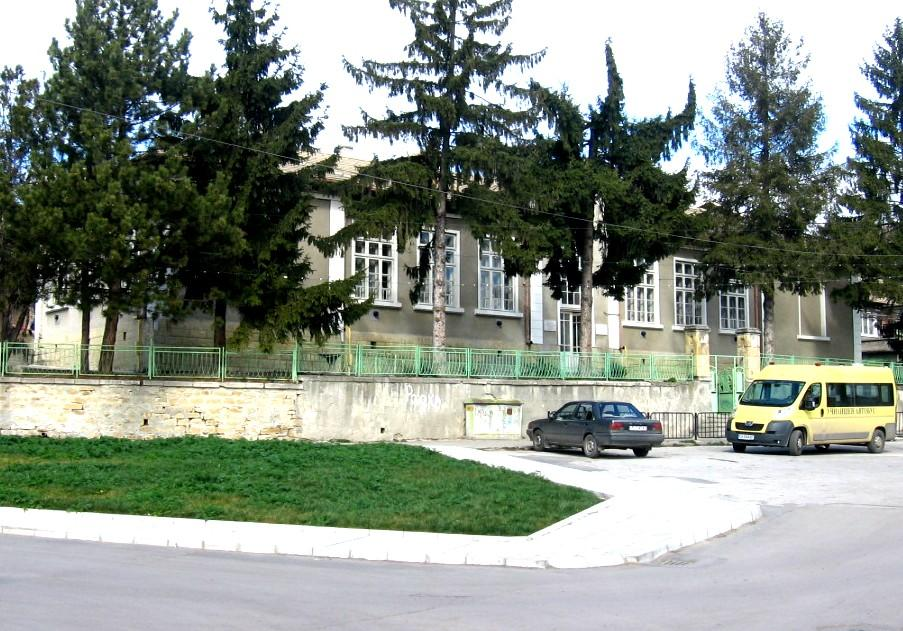
L'école Cyrille et Méthode de 1907
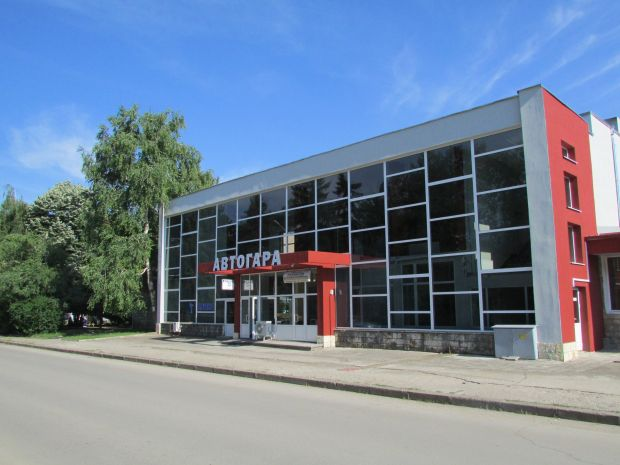
La gare routière
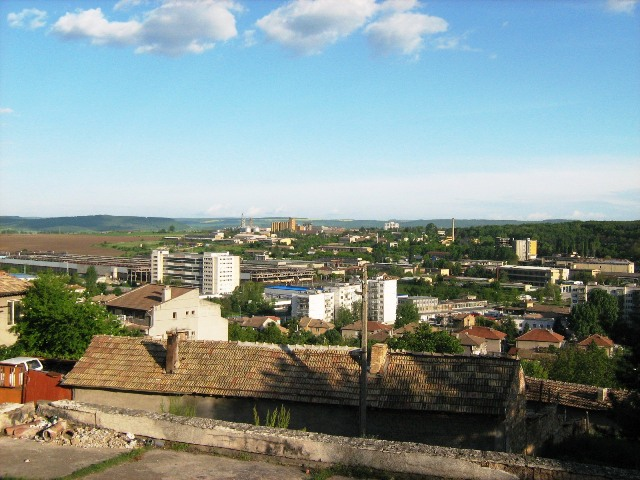
La zone industrielle à l'est de la ville